# 山根村 (岩手県)
山根村（やまねむら）は、昭和29年（1954年）まで岩手県九戸郡にあった村。現在の久慈市山根町にあたる。

## 沿革
- 1889年（明治22年）4月1日 - 町村制施行にともない、木売内村・上戸鎖村・下戸鎖村・端神村・深田村・細野村の計6か村が合併して南九戸郡山根村が発足。
- 1897年（明治30年）4月1日 - 南九戸郡と北九戸郡が合併して九戸郡が成立[1]。九戸郡山根村となる。
- 1954年（昭和29年）11月3日 - 久慈町・長内町・宇部村・大川目村・侍浜村・夏井村と合併し、久慈市となる。

## 行政

### 歴代村長
| 代 | 氏名       | 就任                      | 退任                       | 備考 |
| -- | ---------- | ------------------------- | -------------------------- | ---- |
| 1  | 豊巻定六   | 明治22年（1889年）7月5日  | 明治30年（1897年）7月12日  |      |
| 2  | 工藤謙哉   | 明治30年（1897年）7月13日 | 明治42年（1909年）5月11日  |      |
| 3  | 猪去蕨     | 明治42年（1909年）5月11日 | 明治44年（1911年）5月20日  |      |
| 4  | 伊藤千助   | 明治44年（1911年）7月2日  | 昭和14年（1939年）5月21日  |      |
| 5  | 岩城賢造   | 昭和14年（1939年）6月20日 | 昭和21年（1946年）11月17日 |      |
| 6  | 伊藤孝一郎 | 昭和22年（1947年）4月5日  | 昭和29年（1954年）11月2日  |      |